# L'Isle-Jourdain (Gers)
 L'Isle-Jourdain  (en occitano L'Isla de Baish) es una población y comuna francesa, ubicada en la región de Mediodía-Pirineos, departamento de Gers, en el distrito de Auch y cantón de L'Isle-Jourdain (Gers). Está hermanada con la población española de Carballo (La Coruña).

## Demografía
| 3675 | 4002 | 4195 | 4358 | 5029 | 5560 |
| Para los censos de 1962 a 1999 la población legal corresponde a la población sin duplicidades (Fuente: INSEE [Consultar]) |      |      |      |      |      |